# Scorpiops anthracinus
Espèce
Synonymes
- Alloscorpiops anthracinus (Simon, 1887)
- Scorpiops lindstroemii Thorell, 1889
- Alloscorpiops lindstroemii (Thorell, 1889)
- Scorpiops lugubris Thorell, 1889

Scorpiops anthracinus est une espèce de scorpions de la famille des Scorpiopidae.

## Distribution
Cette espèce est endémique de la région de Tanintharyi en Birmanie. Elle se rencontre vers Tavoy.

## Description
L'holotype mesure 48 mm.
Le mâle décrit par Kovařík, Lowe, Stockmann et Šťáhlavský en 2020 mesure 90,72 mm.

## Systématique et taxinomie
Cette espèce a été décrite par Simon en 1887. Elle est placée dans le genre Alloscorpiops par Lourenço en 1998. Elle est replacée dans le genre Scorpiops par Kovařík, Lowe, Stockmann et Šťáhlavský en 2020.
Alloscorpiops lindstroemii a été placée en synonymie avec Alloscorpiops anthracinus par Kovařík en 2013. Elle est relevée de cette synonymie par Lourenço et Pham en 2015, ce qui n'est pas accepté par Kovařík, Lowe, Stockmann et Šťáhlavský en 2020.

## Publication originale
- Simon, 1887 : « Étude sur les Arachnides de l'Asie méridionale faisant partie des collections de l'Indian Museum (Calcutta). I. Arachnides recueillis à Tavoy (Tenasserim) par Moti Ram. » The Journal of the Asiatic Society of Bengal, vol. 56, no 2, p. 101-117 (texte intégral).